# Gebr. Manheimer
Gebr. Manheimer und in der Weiterführung V. Manheimer waren deutsche Modehäuser, welche 1837 bzw. 1840 durch die Gebrüder Manheimer gegründet bzw. betrieben wurden.

## Geschichte

### Firma Gebr. Manheimer
Die Berliner Bekleidungsindustrie reicht bis ins 19. Jahrhundert zurück. 1837 gründeten die deutsch-jüdischen Brüder Valentin Manheimer und David Manheimer (1818–1882) wohl mit einem Lotteriegewinn die Firma Gebr. Manheimer in der Jerusalemer Straße 17, welche anfangs Herrenmäntel und -schlafröcke fertigte. Die Firma begann serien- bzw. konfektionsmäßig Mäntel herzustellen. Weitere Unternehmen mit ähnlichem Geschäftsmodell folgten, sodass bis 1860 ca. 20 Firmen in Berlin entstanden.
Valentin trat bereits 1839 aus dem Unternehmen aus und David leitete das Unternehmen alleine weiter. Später war der dritte Bruder Moritz (dieser wird je nach Quellenlage auch als Mitbegründer angegeben) mit in der Geschäftsführung, wechselte später in die Firma seines Bruders Valentin. 1868 wurde Julius Bamberg († 1886) statt David Manheimer zusätzlicher Inhaber und übernahm 1871 die alleinige Geschäftsführung. 1870 war bereits sein Bruder Hermann Bamberg dem Unternehmen beigetreten und wurde 1875 Teilhaber.

### Firma V. Manheimer

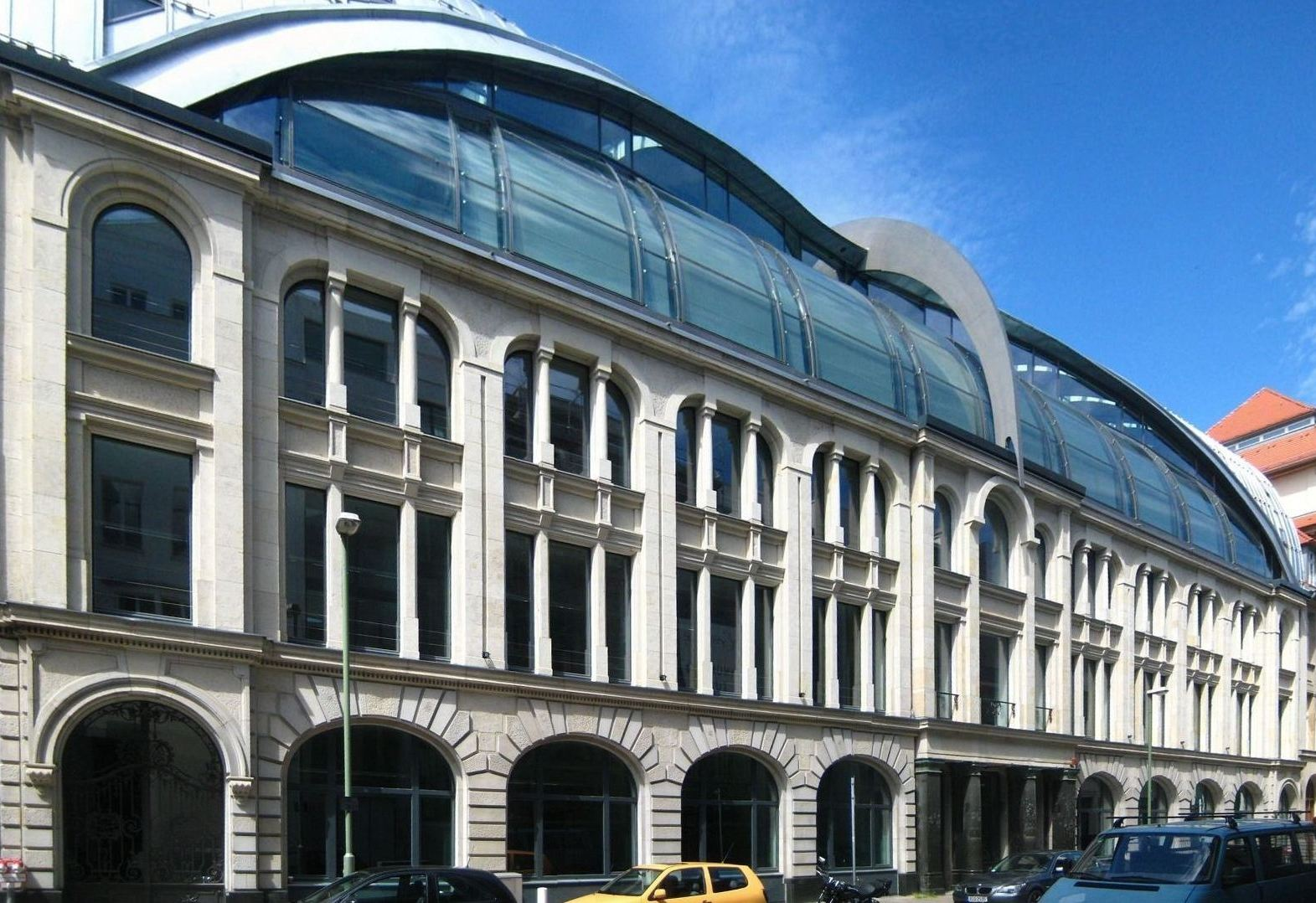
Konfektionshaus V. Manheimer, Oberwallstraße, Juli 2009

Valentin Manheimer schied 1839 bereits aus der Firma Gebr. Manheimer und gründete 1840 den Damenmäntelhersteller V. Manheimer, Fabrik von Damenmänteln und Mantillen (auch als Konfektionskaufhaus Manheimer oder Konfektionsgeschäft V. Manheimer bezeichnet) in der Oberwallstraße 6 am Hausvogteiplatz, welcher der erste Betrieb für Damenkonfektion war. Anfangs waren auch noch Kindermäntel im Sortiment. Die Damenmäntel bot er preisgünstig an, wobei dicker Wollstoff verwendet wurde. Die Nachfrage stieg. Er nutzte das Netzwerk der traditionellen Schneider und Heimnäherinnen der Stadt und begann mit der Herstellung von Kleidungsstücken in Standardgrößen und fertigte als ersten den Berliner Damenmantel.
So erlangte Valentin Manheimer, wie auch Herrmann Gerson und Rudolph Hertzog, als Unternehmer durch die innovativen Ideen schnell Ruhm und Reichtum. Später trat sein Bruder Moritz dem Unternehmen seines Bruders bei, zog sich 1872 aber geschäftlich zurück.

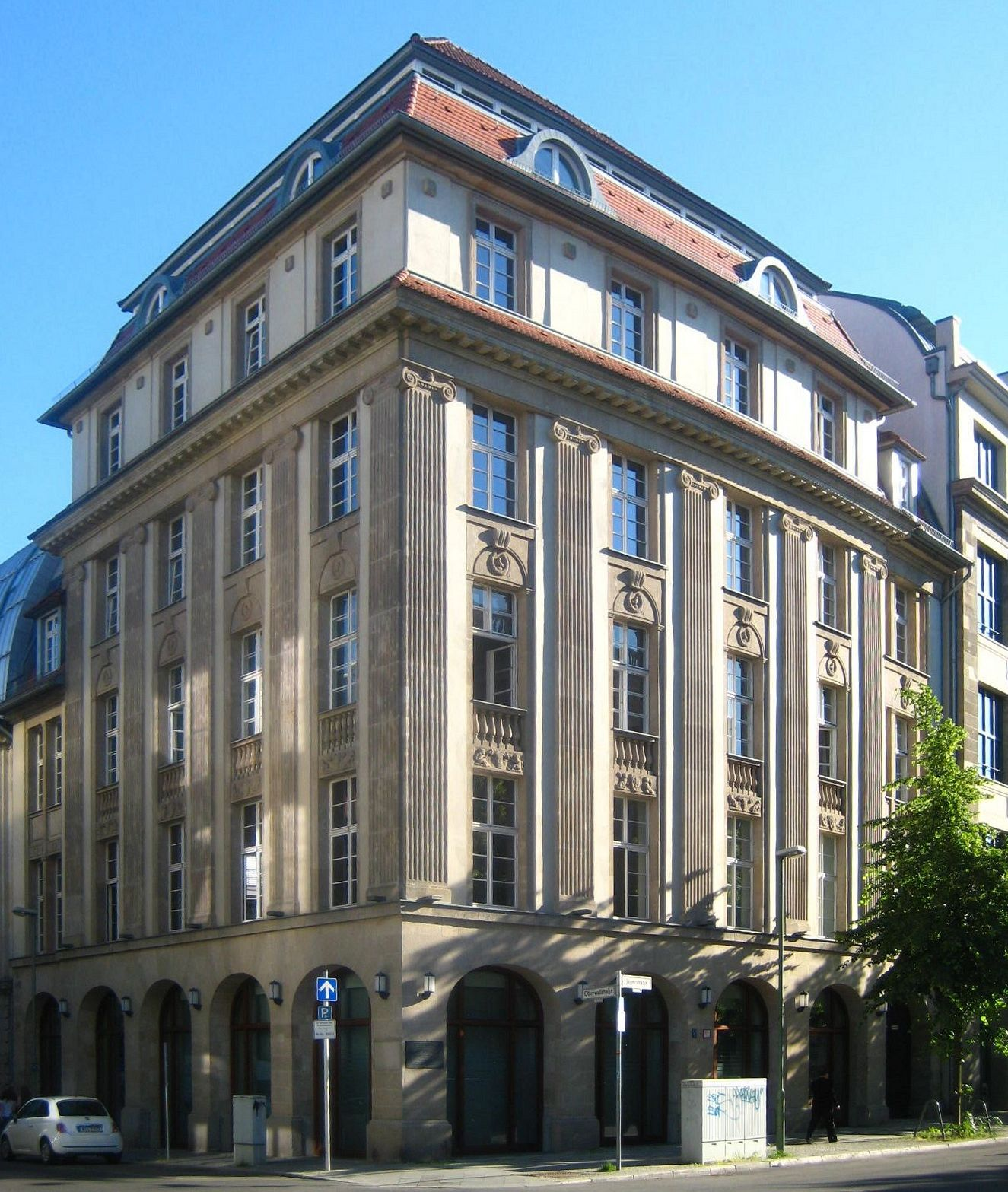
Erweiterungsbau des Konfektionshauses V. Manheimer, Jägerstraße 33, Juni 2010.

Nach dem Tod Valentin Manheimers 1889 – er hinterließ ca. 10 Millionen Mark – übernahmen seine Söhne Alfred (1859–1911), Ferdinand (1851–1905) und Gustav (1845–1915) das Geschäft. 1890 beschäftigte das Unternehmen etwa 8000 Mitarbeiter und war nach Herrmann Gerson das umsatzstärkste Unternehmen der Branche.
1904 wurde Ferdinand Manheimer Alleininhaber. Das Geschäft wurde nach Ferdinands Tod 1905 von seinem Sohn Adolf (* 1882, König Adolf) weitergeführt. Teilhaber waren aber weiterhin auch andere Manheimer, wie ein weiterer Sohn Ferdinands Victor Manheimer, welcher Bauherr der Erweiterung des Konfektionshauses war. 1907/1908 folgte diese Erweiterung von den Architekten Eugen Schmohl und Alfred Salinger, u. a. mit Elementen vom Bildhauer Josef Rauch, an der Oberwallstraße durch die Ergänzung zur Jägerstraße hin mit der Hausnummer Jägerstraße 33.
Die Geschäfte wurden bis 1931 weitergeführt und anschließend wegen der wirtschaftlich schlechten Lage eingestellt. Adolf Manheimer nahm sich das Leben.

### Weiterführung des Namens Manheimer
Im Dezember 2018 wurde unter dem Namen Manheimer Berlin in Berlin ein Modeunternehmen gegründet.